# Real Fábrica de Artillería de La Cavada

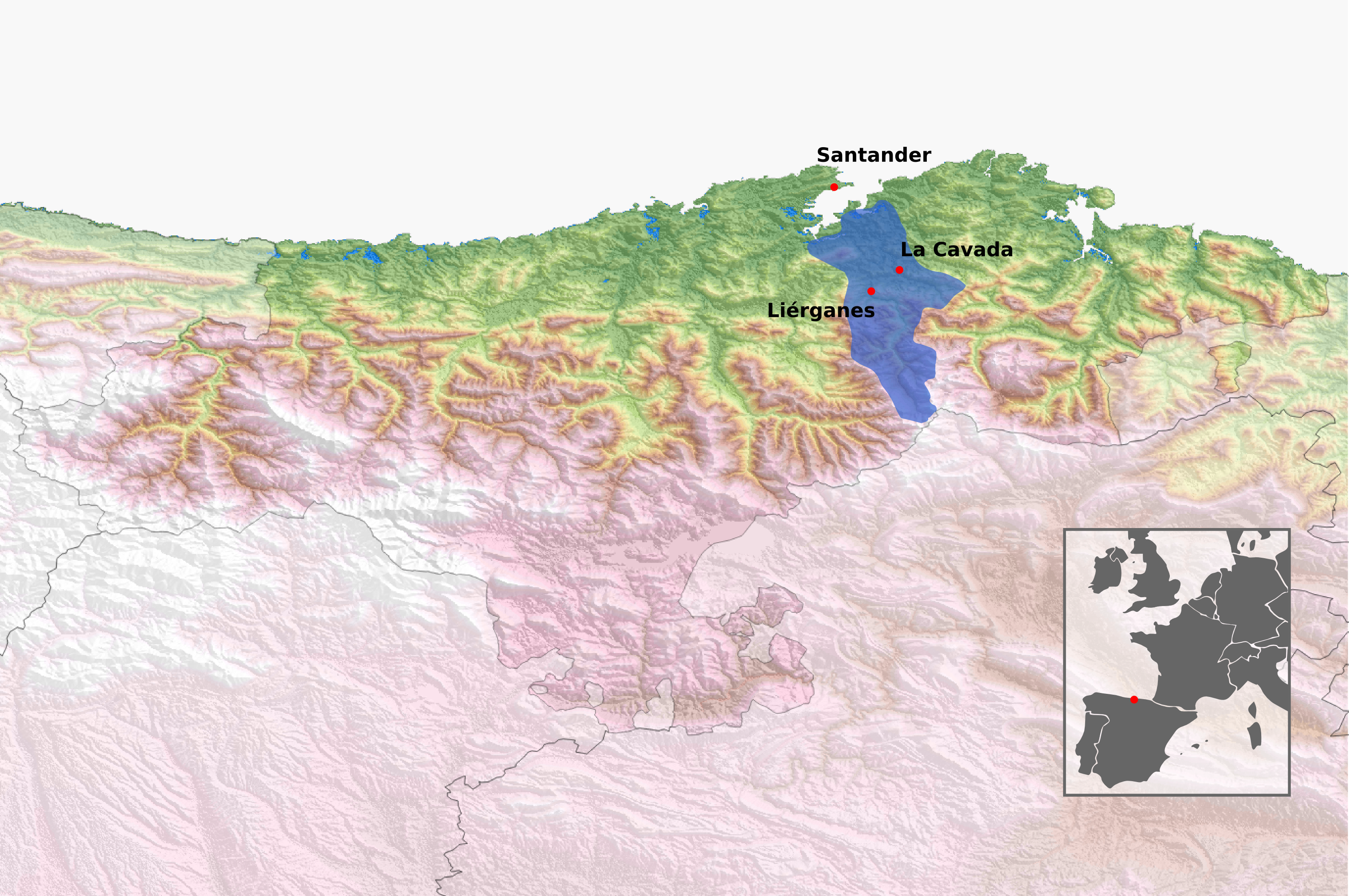
Localització de les Reials Fàbriques d'Artilleria de Liérganes i La Cavada. La franja blava mostra la vall del riu Miera, d'especial importància per al desenvolupament de l'activitat a les dues fàbriques

La Reial Fàbrica d'Artilleria de la Cavada foren uns alts forns a Liérganes i La Cavada, en els municipis de Liérganes i Riotuerto, en Cantàbria (Espanya). Va ser la primera siderúrgia i indústria armamentista de la que va disposar la monarquia hispànica i entre 1622 i 1835 va produir peces d'artilleria i munició de ferro destinats a la defensa de l'Imperi Espanyol i a garantir el seu domini dels mars.
El desenvolupament de l'artilleria en el segle XV i la seva eficàcia en els camps de batalla europeus va propiciar una revolució tecnològica i una carrera armamentista de les potències continentals. A partir de finals del segle xvi i a mesura que el combat terrestre s'estancava, les principals potències buscaven la superioritat mitjançant la força naval i el perfeccionament de les seves tècniques militars, sorgint les primeres flotes de guerra capaces de perllongar el conflicte a gran distància de la metròpoli. Als segles successius quedaria ben palès que aquelles nacions que no poguessin proveir-se de milers de canons per artillar els seus vaixells es veurien relegades de les principals rutes comercials marítimes, deixant el domini dels oceans, nou escenari principal de confrontació, a altres països.
Els vaixells europeus utilitzaven la tàctica militar consistent en l'envestida i l'abordatge, i el canvi en la guerra naval va consistir a utilitzar l'artilleria per enfonsar als vaixells enemics. La creació de flotes armades que protegissin les rutes comercials marítimes va requerir el canvi de producció de les ferreries i la forja dels cars canons de bronze al modelat dels més moderns i barats canons de ferro colat, suposant una revolució industrial a causa de l'ús de noves tècniques de fosa. La necessitat de proveir d'artilleria al servei d'unes polítiques que fomentaven els conflictes i les guerres contínues (la fàbrica de la Cavada va arribar a produir fins a mil canons anuals amb destinació a la marina i a l'exèrcit), va obligar a donar resposta mitjançant un sistema de producció autàrquic, basat en la construcció de plantes industrials al propi territori capaços de satisfer les necessitats de material bèl·lic del país sense recórrer a operacions de diplomàcia secreta i comerç no manifest que poguessin provocar caure en l'òrbita política de la potència subministradora. Aquesta política va ser comuna a la majoria de les potències europees en major o menor mesura.
La posada en funcionament d'aquests centres de producció a l'abric de polítiques mercantilistes de creació de Manufactures Reials i considerats estratègics pels governs, requerien un gran volum de capital per a la producció de peces de gran grandària. Es necessitaven unes importants instal·lacions per albergar alts forns de gran capacitat amb unes condicions geogràfiques particulars on assentar-se i mà d'obra molt qualificada. Aquestes condicions no eren fàcils de reunir en l'Europa del segle xvi. Bona prova d'això van ser les temptatives fallides que es van donar a Espanya i als seus territoris d'ultramar d'instal·lar foses similars.

## Història de les fàbriques

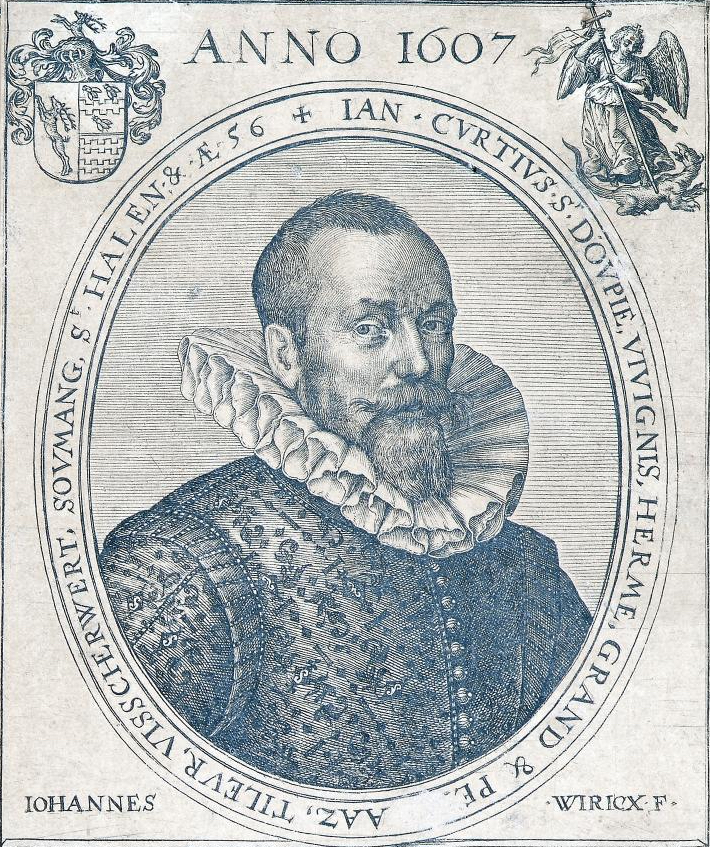
Retrat de Curtius

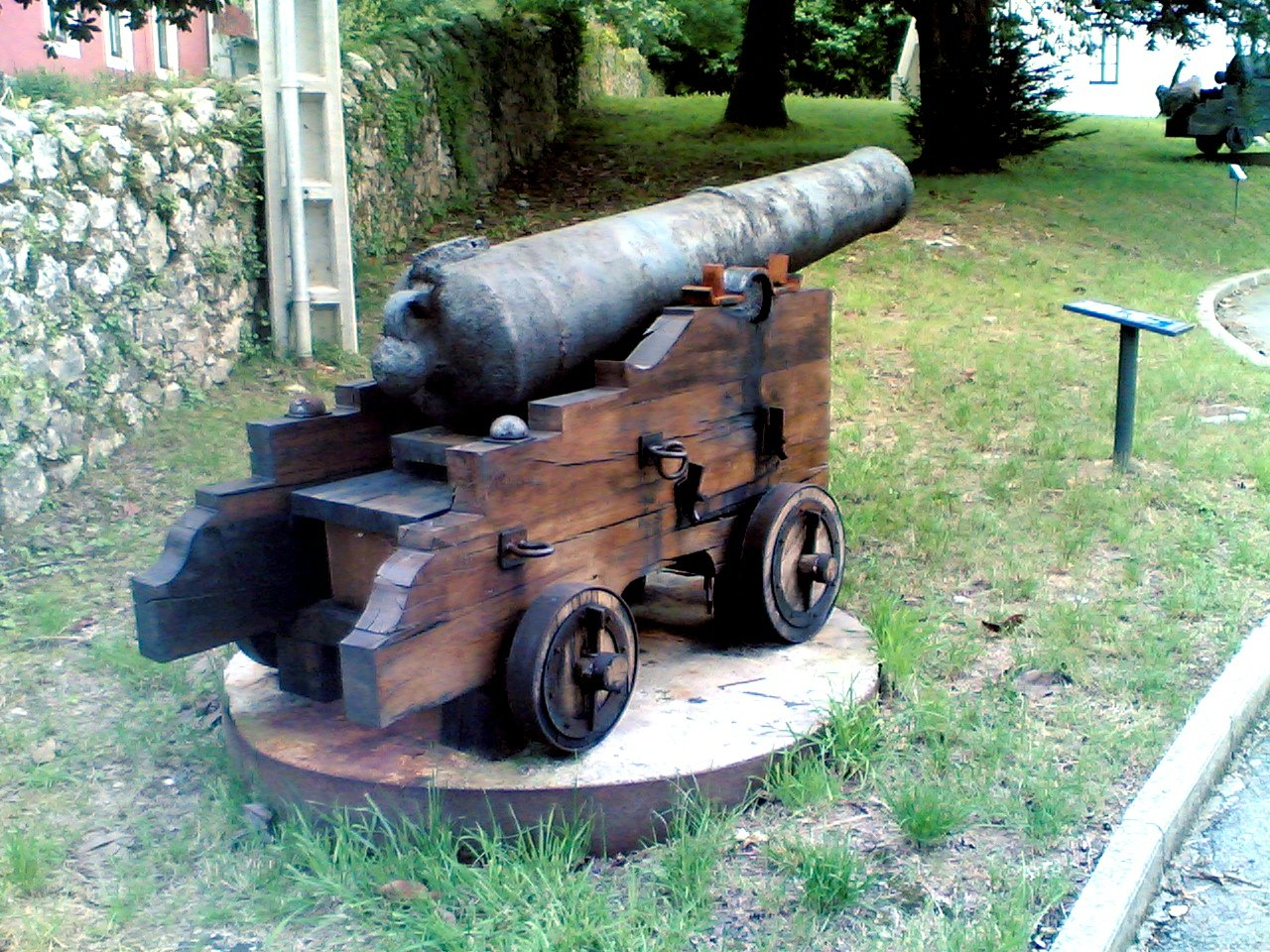
Els canons fosos a les fàbriques, com el de la imatge, eren més lleugers que els francesos i permetien ampliar calibres sense perdre seguretat.

Va ser fundada en Liérganes per Jean Curtius (o Curcio), industrial de Principat de Lieja i proveïdor dels exèrcits espanyols en Països Baixos espanyols, després de diversos anys de litigis amb el Senyoriu de Biscaia, primera alternativa de localització de la fàbrica.
Inicialment s'aprofita la ferreria de la Vega sobre el riu Miera i comença a construir les forges, forns, carboneres i murs exteriors del complex fabril de Liérganes. Per al seu treball es porten de Flandes nombrosos oficials fonedors.
La localització de la instal·lació responia a criteris d'aprovisionament de matèria primera dels boscos propers, a priori inesgotables, el cabal abundant i regular del riu Miera durant sis a vuit mesos a l'any, l'existència de pedreres properes de pedra refractària, sorres i argiles per als motlles, les properes drassanes de Camargo (Cantàbria) i el port de Santander en el Mar Cantàbric i la proximitat a mines de ferro, i abundant mà d'obra. Des de l'inici de l'activitat, les fàbriques de Liérganes i La Cavada tenien sis clients principals per a la seva producció militar: la marina de guerra espanyola, l'exèrcit, les fortaleses en places peninsulars i d'ultramar, els armadors de la marina mercant i de corsaris i les exportacions a altres països, sempre que aquests no fossin «infidels ni a un altre cap enemic de la Corona, sinó a amics i confederats d'ella, preferint sempre amics, vassalls i súbdits fidels».
El cost de tots aquests treballs i el manteniment dels flamencs ascendia a 100.000 ducats i Curtius constreny la confirmació del Consell d'Estat perquè li confirmin els Privilegis de fabricació d'artilleria de ferro, municions i altres manufactures. La confirmació arriba per Reial Cèdula en l'any 1622. El retard de les comandes i la delicada situació de les seves empreses en Flandes porta a Curtius a la ruïna i en 1628 es veu obligat a cedir els seus drets un consorci integrat pel comptador Salcedo Aranguren, Jean de Croy, Charles Baudequin i Georges de Bande, un Luxemburguès intel·ligent i hàbil en els negocis. A la mort d'un Curtius gairebé arruïnat, De Bande va desplaçar als seus socis i es va fer amb la direcció de l'empresa, decidint en 1634 la construcció d'un nou enginy en la població de la Cavada.

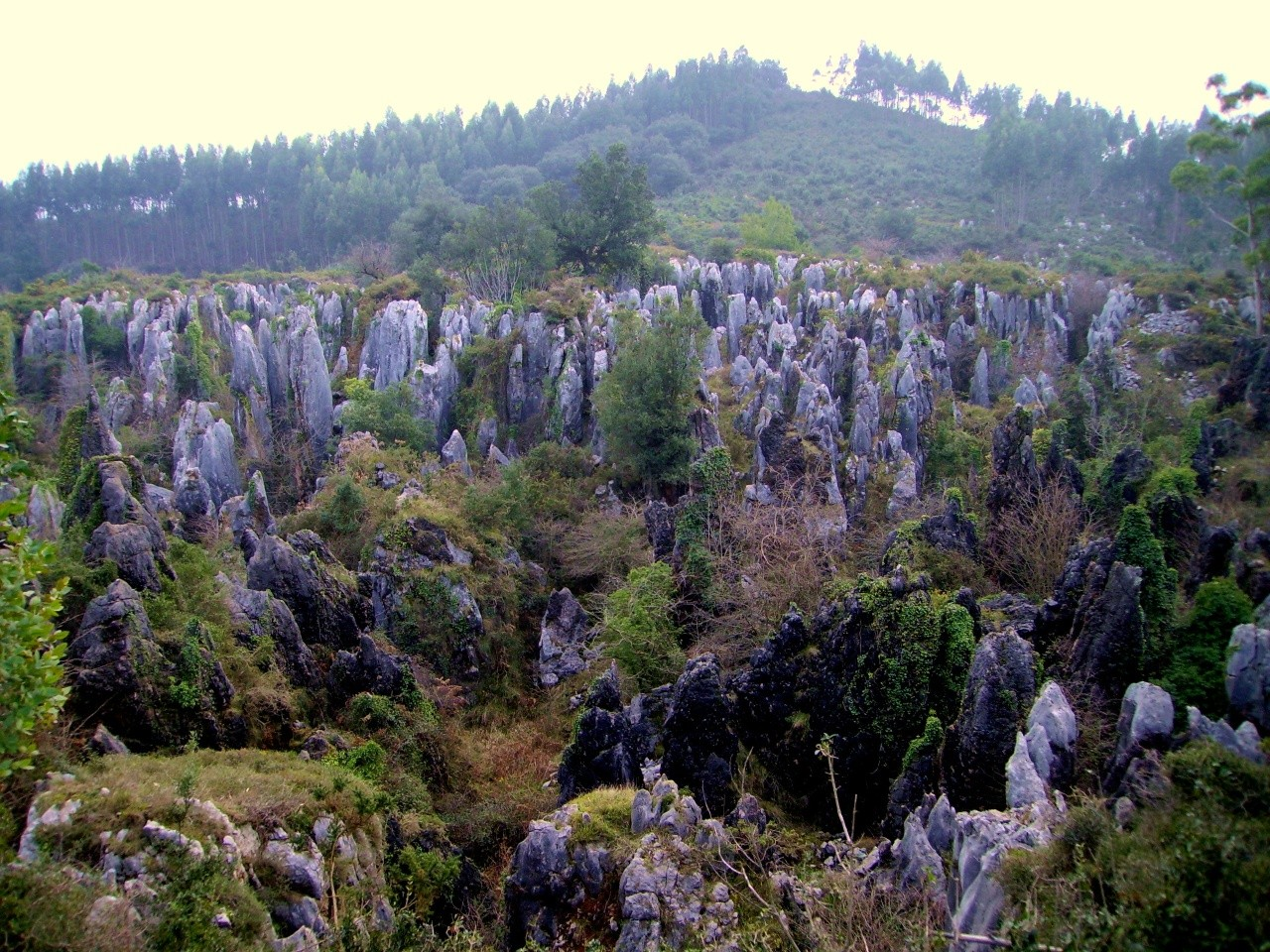
El mineral de ferro per proveir les fàbriques de canons provenia de les mines de Heras, Somorrostro i Muntanya Vizmaya. En la imatge, l'antiga explotació minera a l'aire lliure a la Muntanya Vizmaya (Entrambasaguas). L'extracció del mineral ha permès deixar al descobert interessants formes càrstiques en la roca calcària.

L'augment de la demanda va suposar l'engegada d'un projecte major: la instal·lació d'una nova fàbrica anomenada Santa Bàrbara en el paratge de la Cavada (avui una localitat), en el Concejo de Riotuerto. Aquest lloc, a cinc quilòmetres de Liérganes, és on es van construir entre 1635 i 1637 dos alts forns (dels quatre que va arribar a tenir) anomenats San José i Santa Teresa i acompanyat de noves innovacions tecnològiques en anys posteriors. A partir d'aquesta època, la Fàbrica d'Artilleria de la Cavada serà la denominació de totes les instal·lacions associades al complex (Liérganes, Valdelazón, Tijero, i altres mines i muntanyes). Amb De Bande en la direcció també es construeix una capella i el moll de Tijero, on es donava sortida a les peces d'artilleria per ser emmagatzemades al castell de San Felipe de Santander.
Les fàbriques van aconseguir entre 1635 i 1640 una alta producció, fruit de la demanda d'armament de la Monarquia espanyola amb la finalitat de mantenir a l'Espanya de Felip IV d'Espanya com a gran potència europea i poder controlar les rutes marítimes cap a Flandes. Es van fondre en aquest període un total de 939 canons de calibres superiors, 195.000 bales, 4.010 bombes i unes 8.500 granades.
La derrota naval de les Dunes, la revolta de Portugal i la Guerra dels Segadors van significar un afebliment de la demanda de canons per l'Armada. La sobreproducció de la fàbrica va canviar els esforços de fabricació, que es van dedicar a les municions i la pólvora enfront de l'artilleria, i Georges De Bande va instal·lar la Fàbrica de Municions de Ferro Colat de Corduente, més a prop dels escenaris de guerra.

### Dues direccions
A la mort de Bande en 1643, ja enriquit enormement, la seva dona Mariana de Brito va dirigir la fosa operada pels tècnics flamencs (prop de setanta famílies es van assentar a la zona) aconseguint alts rendiments. La considerable fortuna de Jorge de Bande va suscitar recels i enveges que van originar una intervenció de l'estat. Després d'esbrinaments l'estat va reclamar a la vídua de Bande uns forts interessos per una suposada falta d'acompliment en el lliurament d'unes peces d'artilleria per Flandes en 1631, els béns foren intervinguts i Mariana de Brito va recomprar en subhasta la factoria de la Cavada.
L'estancament de la producció de la fàbrica a partir d'aquest període va ser palès, provocat per la conclusió de les polítiques guerreres de la monarquia espanyola i la reducció de marges de benefici imposat per l'estat. El difícil manteniment dels nous preus per part de Mariana de Brito i la imminent caducitat de la concessió de la fàbrica va fer que s'incorporés Diego de Noja i Castillo com a concessionaris de la fàbrica de Liérganes i Mariana a la de la Cavada. L'escassa demanda estatal va ser lleugerament atenuada per la compra de peces per Països Baixos, enfrontada a Anglaterra, i per mitjans particulars. No obstant això, es van sofrir freqüents crisis i aturs en la producció que no serien superats fins a 1716.
En 1661 s'incorporen a la direcció de la fàbrica els fills de Mariana de Brito (morta en 1673): Juan i José de Olivares, quedant finalment Juan a càrrec de la fàbrica de la Cavada i José amb la de Corduente. A la defunció de Diego de Noja, el seu net Pedro d'Helguera Alvarado va ocupar el seu lloc. D'aquesta forma, les famílies Noja i Olivares van ser dirigint les fàbriques de Liérganes i La Cavada, respectivament, fent cadascuna la meitat dels lliuraments oficials, encara que en la realitat va ser la de Liérganes alguna cosa superior. La innovació tecnològica en aquest període va venir de la mà de la munició terrestre: morters i bombes van ser d'interès per a la guerra i el setge. I tot això fins a 1715.

### Període expansiu

El procés de fosa dels canons de ferro, continuat des de maig fins a octubre, era de la següent forma. Des de la part superior dels alts forns, que estaven al mateix nivell que la carbonera, s'anava carregant la càpsula. Primer només amb carbó vegetal, per després de transcorreguts diversos dies i una vegada aconseguida la temperatura desitjada, afegir alternativament capes de carbó i mineral de ferro (A). El carboni del carbó vegetal arrabassava l'oxigen al mineral de ferro, el qual s'anava dipositant en el fons de la caldera en tenir una major densitat. En la part inferior del forn hi havien unes toveres per on es forçava l'entrada d'aire mitjançant unes grans manxes accionades per mecanismes hidràulics (B). L'aire insuflat afavoria l'oxigenació i amb això la combustió. En el gresol del forn hi havia un orifici pel qual fluïa l'arrabio quan se sagnava l'alt forn i es dirigia al fossat en el qual estava enterrat el motlle del canó (C). Damunt d'aquesta obertura, però sota les toveres, hi havia una altra boca per on sortia l'escòria, de menor densitat que el ferro (D).

De 1716 a 1800 va venir la gran època de les fàbriques, assentada en la important expansió de les rutes de l'atlàntic i el major creixement de l'Armada espanyola per la protecció dels vaixells que feien les rutes per les Índies. De 1716 a 1800 es van construir a Espanya, no sense problemes, un total de 103 navilis de línia amb més de 6.900 canons. En 1773 l'Armada espanyola disposava de 60 navilis amb més de 6.000 peces d'artilleria. No obstant això, es van perdre 49 vaixells entre 1761 i 1805, sobretot per combats navals. Aquesta època va ser el gran enlairament dels canons de ferro colat i va suposar prestigi per a les peces fetes a les fàbriques de Liérganes i La Cavada per la seva lleugeresa i seguretat. Era de sobres coneguda al món la qualitat d'aquests canons, que malgrat disposar de poca decoració, tenien una gran virtut: no solien rebentar encara que se sotmetessin a un perllongat foc i "avisaven" abans amb l'aparició d'esquerdes o trossos expulsats, a diferència d'altres canons que rebentaven d'improvís amb el perill que suposava per a la dotació al seu càrrec.
Les dues factories de Liérganes i La Cavada són regides en aquesta època pel net de Mariana de Brito, Nicolás Xavier de Olivares, que va aconseguir els nivells de producció de l'època de Jorge de Blande. És en aquest temps quan a les fàbriques es realitzen a més les canonades de les fonts d'Aranjuez i el Real Sitio de San Ildefonso, importants pel volum de fosa. En 1738 el fill de Nicolás Xavier, Joaquín, es va fer càrrec del seient dels Alts Forns i aconsegueix en 1742 el títol de Marquès de Villacastel. En aquesta època van ser assignats privilegis i prerrogatives als concessionaris i operaris de les fàbriques, alguna cosa que no va agradar als habitants de les localitats i que va ser origen de problemes de convivència. S'inaugura un nou forn i un forn de reverberació amb els que s'aconsegueixen els màxims volums de producció de la història de les fàbriques (1756-59) amb 800 peces d'artilleria i obra civil i 400.000 peces de munició. En 1759 mor Joaquín, i les fàbriques de Liérganes i La Cavada les posseeix la seva filla Maria Teresa del Pilar, que es casaria amb el comte de Murillo.

### Nacionalització de les instal·lacions

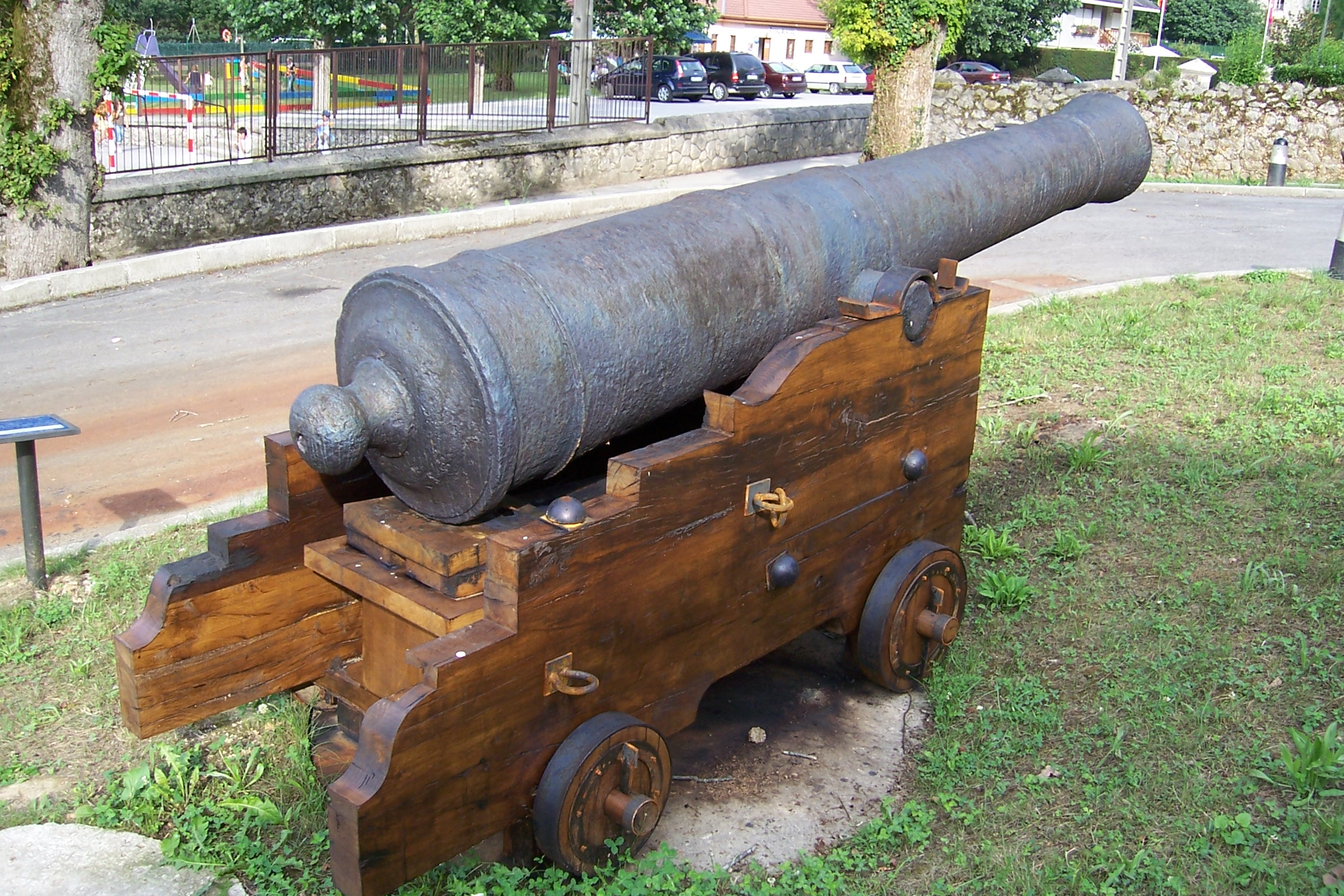
La majoria d'aquests canons tenien la seva destinació en les bateries costaneres de l'imperi i la seva Armada reial. Molts dels vaixells van ser construïts en les drassanes de Guarnizo, on s'enviaven gran part de les peces. El de la imatge va protegir el fort de San Carlos a Santoña.

Amb l'arribada de Carles III d'Espanya en 1759 es revoquen els privilegis concedits als Villacastell, s'intervé i expropia la fosa, convertint-la en Reial Fàbrica en 1763, i es nomena director d'aquesta al tinent coronel Vicente Xiner. Maria Teresa del Pilar i el comte Murillo són compensats amb una quantitat important a pagar per la Corona: més de cinc milions de rals.
La poca autonomia de les Reials Fàbriques, ja estatals, enfront de la iniciativa privada va introduir dificultats en el seu desenvolupament, tant de gestió com de producció i innovació. Els forns van reduir el seu volum de producció i les innovacions tecnològiques en països com Anglaterra van ser complement a la seva deterioració.
Les directrius i els experiments tècnics del Cos d'Artilleria de l'Exèrcit a la fàbrica de la Cavada, que incloïen noves tècniques de fosa en sòlid amb motlles de fang i posterior tornejat, van suposar un fracàs en la qualitat de les peces i una deixalla d'armament inútil. A finals de 1771 en Ferrol l'explosió de dos canons fosos en La Cavada, va fer sotmetre a totes les peces foses en sòlid a diverses proves de les quals es van obtenir un penós resultat: el 80% d'un miler i mitjà de canons van rebentar o es van esquerdar formant esquerdes a l'interior del canó que resultaven perilloses, doncs podien contenir restes del foc i prendre la pólvora que s'introduïa de nou. Des de la Secretaria d'Estat de la Marina va haver-hi preocupació, perquè aquests incidents a la principal fàbrica d'artilleria espanyola provocaven que l'Armada estigués desartillada. Es va concloure en les investigacions que el deteriorament de les peces no s'havia del mètode de fosa, sinó als minerals de ferro utilitzats i al mètode de tornejat.
La producció de canons que necessitava la flota espanyola (deu mil peces de 1764 a 1793) no es va aconseguir, arribant únicament a les 6.000 unitats. Es va recórrer als excedents a Anglaterra per aconseguir el programa naval d'armament fins a la guerra d'Espanya amb aquest país en 1778. En 1790 es construeix un sisè forn amb la finalitat de cobrir aquest dèficit i ajudar, en principi, a la fortificació de les places en les Índies. La Cavada comença a fondre carronades, utilitzats en les marines anglesa i francesa i que es comencen a produir després de la seva prova en vaixells espanyols.

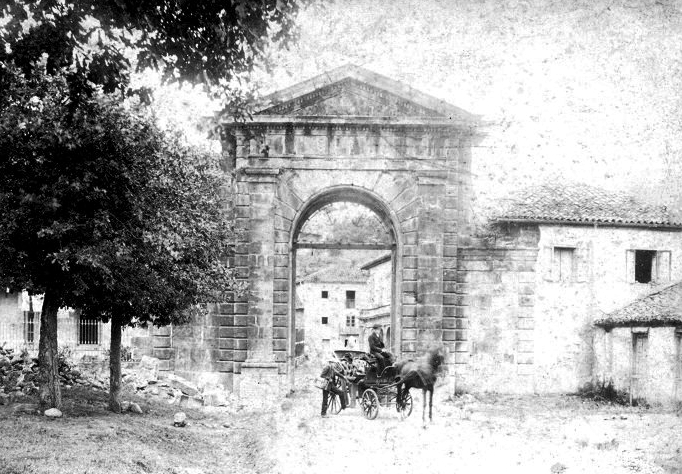
L'arc commemoratiu de Carles III d'Espanya en La Cavada va servir d'entrada al complex fabril. La imatge és de l'any 1890, quan ja les instal·lacions estaven abandonades

En 1781 s'encomana al Ministeri de Marina la direcció de la fàbrica de la Cavada i es torna als antics mètodes de fosa dels anys de Villacastel de la mà d'Antonio Valdés y Fernández Bazán, nou director. S'aconsegueixen bons resultats i es construeix en 1783 un tancat de tàpia al voltant de tot el complex i un arc triomfal a manera de portada que donava entrada a la fàbrica i que encara es conserva en La Cavada.
A partir de 1787 es tornen a fondre en els forns objectes per a la indústria privada, com a escuts, peces de maquinària, canelles, eines per a obres en camins, etc. Aquest mateix any, l'enginyer de la Marina, Fernando Casado de Torres coneix a l'enginyer austríac Wolfgang de Mucha en Viena. Aquest contacte influirà de forma notable en l'esdevenir de la fàbrica de la Cavada durant els següents anys. Les trobades que van tenir Casado de Torres i de Mucha a Àustria van estar marcats per un caràcter secret que bé podria qualificar-se d'espionatge industrial-militar i que va portar a l'oferiment de treball en el Regne d'Espanya. Així, en 1790 i una vegada acceptat l'oferiment i seguint ordres reials donades pel ja Ministre de la Marina, Antonio Valdés, l'ambaixador en Venècia Simón de las Casas acompanya a Wolfgang de Mucha en el seu viatge a Espanya. En La Cavada, i després de reconèixer l'estat de les instal·lacions, es fa càrrec de la construcció d'un sistema de conducció de fustes per flotació al llarg del riu Miera. Aquesta empresa consumeix nombrosos recursos econòmics i suposa un important esforç de construcció mai realitzat fins al moment. L'empresa solament va funcionar uns pocs anys i solament va anar parcialment completada. Les raons del seu abandó van ser variades però sobretot es van haver de l'alt cost del seu desenvolupament, l'oposició de les gents, i a les massa optimistes previsions en el volum de fusta transportada. En 1792 s'introdueixen importants reformes en els forns de Liérganes.

### Declivi
El declivi de la marina espanyola amb la derrota en la batalla de Trafalgar va afectar la fàbrica, que va entrar en crisi de sobreproducció i des dels últims anys del segle xviii el seu rendiment cau en picat per tres factors: falta de demanda de la Marina Reial, escassetat de diners i falta de carbó.

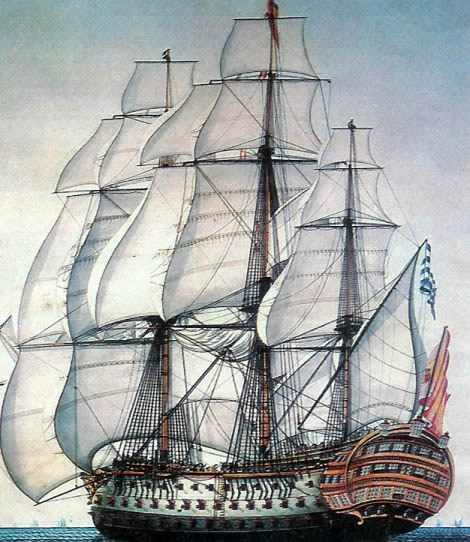
Cap a 1688 els nous navilis de línia estaven capacitats per operar tant en el mar Carib com en els oceans Índic i Pacífic, a fi d'aconseguir tant la superioritat tàctica com l'estratègica. En la imatge el navili espanyol Santísima Trinidad, que amb les seves quatre cobertes i 140 canons va ser el major de la seva època, enfonsant-se en la batalla de Trafalgar. L'artilleria naval espanyola i les seves municions procedien en la seva major part de les fàbriques de Liérganes i La Cavada.

La Marina de guerra espanyola va experimentar una vertiginosa reducció dels seus vaixells a causa dels enfonsaments en confrontacions amb l'Imperi Britànic i en 1796 constava de 77 navilis de línia, 66 en 1800, 39 en 1806, 21 en 1814, 7 en 1823 i 3 en 1830.
La Corona va expedir una Reial Cèdula que obligava al fet que es donessin les muntanyes als preus acostumats, i es reparessin els camins per fer el transport de la fusta. L'abús d'aquests privilegis va provocar el recel dels habitants i la desaparició de les ferreries de la zona. En 1754 i amb la finalitat d'assegurar l'aprovisionament de fusta, el marquès de Villacastel decideix ampliar l'àrea de restricció forestal a cinc llegües de radi, i tal va ser la recerca desesperada de carbó vegetal que es va extreure fusta dels boscos d'Espinosa de los Monteros, construint en 1796 una instal·lació per transportar troncs al port de Lunada de 2.400 metres de longitud pel qual es van emprar 2.000 faigs, però va estar en servei poc temps, ja que per a l'any 1800 no tenia activitat. Una altra mesura va ser la prohibició de la tala d'arbres a les muntanyes sota pena de severs càstigs als veïns.
Les prohibicions de recollida de llenyes i fusta de les muntanyes van provocar queixes de la població, que es veia perjudicada en l'obtenció de recursos per a la seva subsistència i que a la llarga va suposar la desforestació de les muntanyes orientals de Cantàbria i Burgos, especialment després de la incorporació de les fàbriques a la Corona i l'Ordenança de la Marina de 1741.
En 1795 tanca, després de 160 anys d'activitat, la fàbrica de Liérganes i produeix les últimes peces per a la guerra contra França. La utilització de carbó mineral per a la fosa de la Cavada no aconsegueix els resultats desitjats i es torna al carbó vegetal. A partir de 1800, només funcionaven dos dels quatre forns disponibles, alguna cosa causat en gran part per l'escassetat de matèria primera. Els anys previs a la Guerra del Francès van suposar un efímer increment del nombre de foses entre 1806 i 1808. No obstant això, el seu rendiment seguiria sent escàs.
La invasió francesa de 1808 va ocupar en els seus inicis el País Basc i Navarra. La fàbrica de la Cavada i Liérganes es va convertir en un punt estratègic d'importància. Amb l'arribada de l'exèrcit napoleònic a Santander el 23 de juny de 1808, les fàbriques van ser poc ocupades, ja que els francesos necessitarien una forta guarnició per engegar unes foses amb escassa lleialtat dels seus operaris i una producció inútil per la ja molt reduïda flota francesa. A més, la preocupació de les tropes imperials de Napoleó Bonaparte era ocupar la costa davant la incertesa d'una invasió anglesa.
La guerra del Francès va portar a la zona penúria i gana davant la deixadesa en el cobrament de sou dels operaris de les fàbriques i la incorporació dels joves a l'exèrcit. El rendiment de la fàbrica es va reduir considerablement. El suport de la fàbrica de la Cavada a la causa de Ferran VII d'Espanya va ser un fet, prestant material clandestí tant a la guerrilla com a les tropes regulars.
Després de la Guerra del Francès, en 1818 es comença una nova fosa amb resultats desastrosos. L'arribada del Govern liberal i l'impuls dels ajuntaments van obstaculitzar les operacions carboneres de la Cavada, tan injuriades pels vilatans, doncs els impedien l'ús lliure dels boscos i la creació de terres agràries.
Instaurat, de nou, el règim absolutista de Ferran, va seguir la fàbrica la seva activitat sense aconseguir produir a preus competitius. Vists els resultats d'explotació de la fosa, molts operaris van començar a buscar nous treballs.
El desig de privatització de la Reial Fàbrica de la Cavada pel govern de Ferran VII no va aconseguir atreure el capital estranger, més interessat a les zones mineres d'Astúries. El catedràtic Gregorio González Azaola és nomenat en 1831 director interí de les instal·lacions de la Cavada. Coneixedor de les noves indústries a Europa recolzades en la mineria del carbó, dona per perdudes les velles instal·lacions reials.
Una inundació del riu Miera en la tarda del 19 d'agost de 1834 va destruir les preses que movien les màquines de la Cavada i no es van tornar a reparar. Durant la Primera Guerra Carlina els carlins van saquejar les instal·lacions durant tot aquest any. Aquests dos fets van ser el punt final d'unes fàbriques que es van tancar en 1835 i que s'estima van produir en les seves més de 200 anys d'activitat 26.000 canons, centenars de milers de bales de diferent calibre i milers de peces d'ordre civil. Després de l'abandonament de les instal·lacions en els anys posteriors la fàbrica fou sauqjada i en 1881 gairebé no quedava rastre ja de la fàbrica.

## Els tècnics i operaris
La instal·lació de la fàbrica de la Cavada va suposar l'arribada de tècnics provinents de Flandes amb la finalitat de difondre i instruir als operaris espanyols autòctons l'experiència que aquells tenien en l'art de la fosa. Aquests grups d'especialistes van ser els que van engegar entre 1617 i 1628, amb el decidit suport de la Corona, la fàbrica de Liérganes i a cada dificultat o progrés a Europa es procurava portar el personal més capacitat. De tal forma que fins i tot encara en 1679 calia aconseguir nous tècnics flamencs perquè «no s'havia pogut aconseguir que els naturals d'aquests regnes s'haguessin aplicat a aquesta facultat».
| « | Que hagi de tenir i tingui en les dites dels seus Enginys i oficines ordinàriament gent natural d'aquests regnes, a qui ensenyi i faci pláticos en l'art i ús d'ells i en les foses i altres coses que llauren i almenys ha de ser natural la meitat de la gent que en això s'ocupés | » |

.

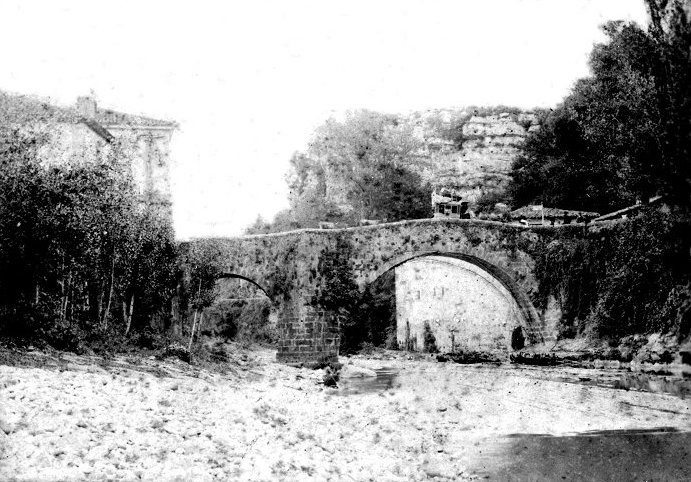
Una diligència creuant l'antic pont de la Cavada sobre el riu Miera a la fi del i que donava accés a la fàbrica d'artilleria. Mitjançant una sèrie d'importants infraestructures de canalització i presa de la seva llera, la fusta era transportada fins a la fàbrica, que va arribar a donar treball a unes mil persones.

Els mestres flamencs, sabedors del treball en les mines, formaven a més a pràctics encarregats de les labors de localització del mineral i el seguiment de la seva explotació per a l'aprovisionament de material per als forns.
Unes setanta famílies van venir a Liérganes i La Cavada a principis del segle xvii, principalment de la zona de Lieja, per engegar les fàbriques d'artilleria i van anar el germen de cinc o sis generacions de flamencs assentats a la regió que van treballar al voltant de les instal·lacions durant els segles xvii i XVIII. Aquesta comunitat, que s'afavoria d'un monopoli en les funcions de la fosa, va haver de sofrir durant 200 anys un aïllament per part dels vilatans propers a les fàbriques. Van ser objecte de reticències, desviaments i maltractaments per part de les gents del lloc (possiblement no tant pels mateixos obrers que treballaven a les fàbriques) tractant-los, encara fins i tot als seus besnets, com a estrangers i formant una espècie de llinatge per gairebé endogàmia forçosa i qualificant-los de rabudos, terme despectiu de l'època amb el qual s'al·ludia als flamencs. Van ser privats dels oficis concejiles i honors socials. Se'ls va concedir el fur d'Artilleria per ser convenient a Espanya però hi hagué nombrosos plets a causa de l'oposició de la població al fet que disposessin de títols d'hidalgo.
El privilegi va ser concedit per Felip V d'Espanya en 1718, reiterat en 1784 i novament en l'any 1794, quan se'ls confirma el dret a portar un uniforme militar de color vermell, blau i daurat. Durant anys van ser constants les conteses entre vilatans i operaris per obtenir subtils avantatges uns i suprimir-les els altres amb el suport de l'Estat. Van arribar les ofenses fins i tot fins a en el moment dels enterraments, com recull un text d'un lligall recuperat en el llibre de José Alcalá-Zamora:
| « | ...fins a la mateixa església els tenen lloc destinat per enterrar els cadàvers i s'ha verificat el cas que, havent mort una dona del lloc de Rucandio en el de Riotuerto, la parròquia del qual correspon a la Cavada, advertint els parents de la difunta la donaven sepultura prop d'on la tenen els flamencs, van exclamar en to i veus descompostes dins de la pròpia església volia portar-la al seu lloc, perquè no era raó quedés una espanyola al costat de tan mala companyia. | » |

Aquestes injúries podien arribar en alguns casos a l'extorsió i així ho denuncia en 1698 un tal Tomás Baldor, en nom dels seus companys, els veïns dels quals els tracten «penant-los i entrant a les seves habitacions amb violència i traient-los peces per fer-se pagament de les penes que els feien».
La descendència d'aquests tècnics de Flandes, orgullosos del seu treball, ha arribat fins als nostres dies. Els seus cognoms, en la seva majoria flamencs, van passar a castellanitzar-se en el segle xviii. En Riotuerto, Liérganes o municipis limítrofs, és fàcil trobar avui veïns amb algun cognom Arche, Baldor o Valdor, Del Val, Bernó, Cubria, Guate, Lombó, Vaig marcar, Oslé o Uslé, Otí, Rojí, Roqueñí, Sart, etc.

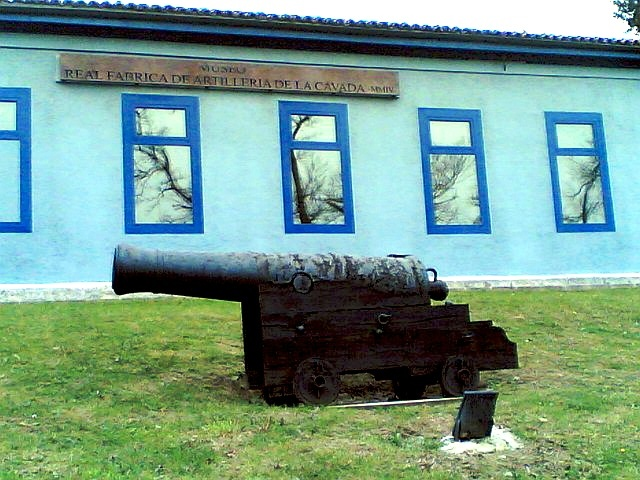
Una de les peces del calibre 48 recuperades pel Museu de la Reial Fàbrica d'Artilleria de la Cavada.

El nombre de treballadors variava depenent de l'època de l'any, sent els mesos de fosa el temps en què les fàbriques requerien més emprats. Aquesta eventualitat de la majoria dels treballadors i els baixos sous obligaven a la realització simultània de tasques agrícoles. La temporalitat també es reflectia en els treballs de mineria, transport i carboneo associats a la producció de les instal·lacions. En molts casos l'obligatorietat de treballar en la curta i implico de fustes a les muntanyes de Cantàbria i Burgos ocasionava nombroses queixes dels veïns que veien desatenent la feina de casa agràries per mesos amb uns salaris que consideraven escassos.
La localització del complex fabril a la zona va presentar oportunitats de treball per a les famílies de Riotuerto, Liérganes, Entrambasaguas, Miera o altres municipis propers, extremadament miserables i pobres, suposant l'augment sensible de població en la Junta de Cudeyo, antiga divisió comarcal, entre 1636 i 1750 d'un 40%, fins a arribar als 8.000 habitants.
Les condicions del treball tant a la fàbrica com en les mines i les muntanyes eren molt dures, incorporant dones i nens a moltes tasques. El sou, àdhuc sent baix en comparació d'altres fàbriques d'Espanya, resultava superior a la mitjana de la regió i suposava un interessant complement a les tasques agrícoles en una zona «pobra i miserable». José Alcalá-Zamora quantifica en una mitjana de 4,82 rals de billó els salaris dels 274 operaris que treballaven a les fàbriques al març de 1799. No obstant això, les diferències eren molt grans, i així els ajudants de fosa cobraven 800 rals al mes i un director 3.000.
S'obtenien altres beneficis, com els retirs a operaris veterans que caiguessin impossibilitats o malalts, encara que de vegades hi havia l'obligació d'assistir a les foses mentre hi hagués forces. A les vídues o orfes de vells empleats se'ls atorgava una pensió a través d'almoina. Aquests retirs van ser desapareixent a mesura que la situació econòmica de la fàbrica va ser empitjorant. Millor sort tenien aquells treballadors fixos i els que disposaven de casa dins del recinte fabril, ja que podien disposar d'hort, adquirir articles a preus econòmics en la "tabernilla" de la Cavada, cosines per resultat, carbó, etc.

## Arqueologia industrial i llegat històric
Encara hi ha restes de les Reial Fàbrica de la Cavada, encara que la major part de les construccions fabrils han desaparegut o les seves restes han estat reutilitzats per a noves edificacions.

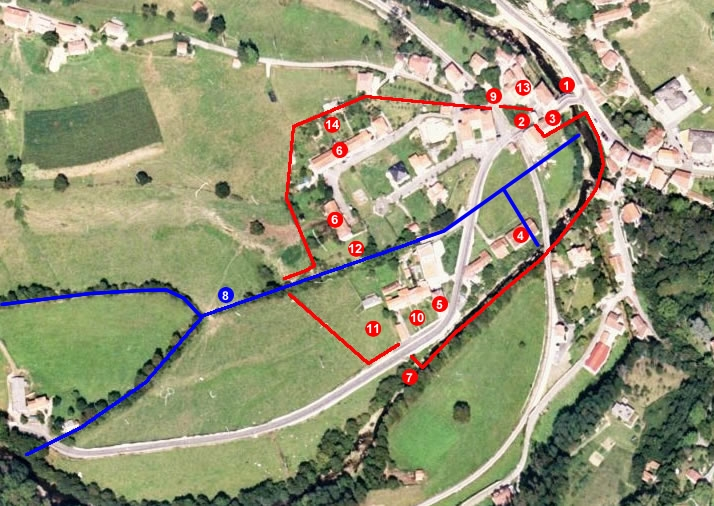
Límit i elements actualment observables de l'antic recinte de la Reial Fàbrica en la localitat de la Cavada.
1. Pont.
2. Portada de Carles III.
3. Edificis de la guàrdia i administratiu.
4. Magatzems.
5. Casa Rodona.
6. Cases dels operaris i les cavalleries.
7. Reguarda de troncs i rampa.
8. Canal.
9. Porta de Ceceñas.
10. Horta del Ministre.
11. Horta del Comandant.
12. Horta del Tresorer.
13. Venda.
14. Horta de les casa d'oficial comptador i de la caserna.

En La Cavada es poden veure restes dels tancaments del complex que va poder arribar fins a la propera població de Los Prados. Hi ha un alt mur de maçoneria al costat de la carretera que porta al poble de Rucandio, en el lloc d'Entrambosríos, el qual va servir també de cèrcol al recinte. Aquesta construcció no apareix en els plànols originals del Reial Lloc, són les restes d'un perímetre aixecat per guardar la fusta que descendia del riu Miera des del port de Lunada, malmès projecte de Wolfgang de Mucha. A aquest projecte també pertanyen unes reguardes aixecades en el riu Miera i la rampa d'arrossegament de la fusta, avui en estat ruïnós però perfectament visibles.

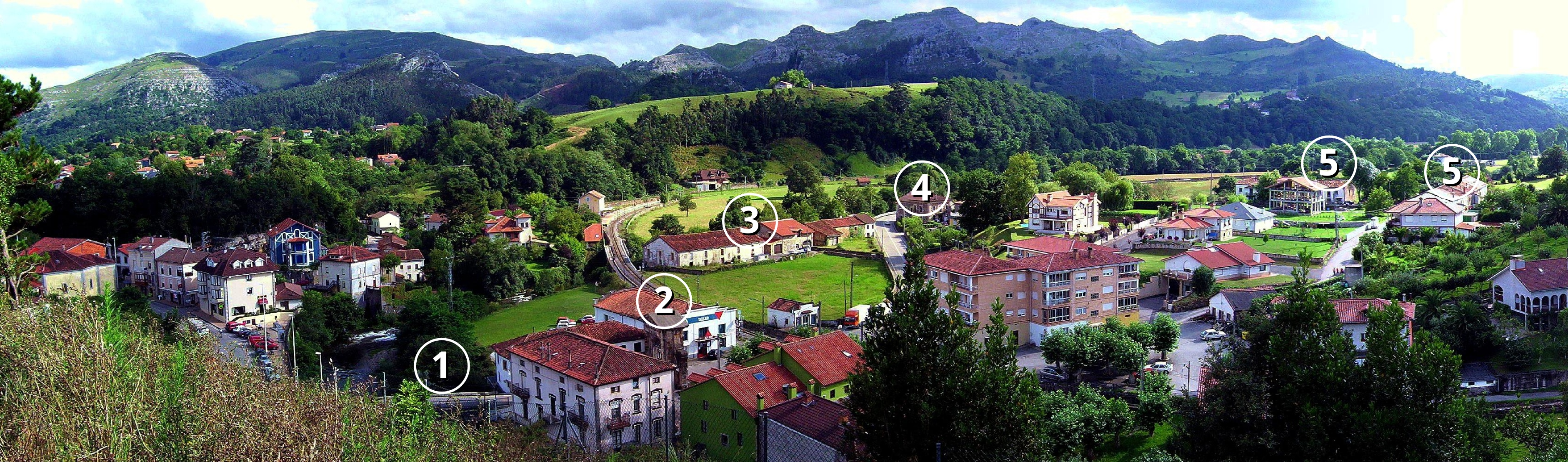
Panoràmica del Reial Lloc en La Cavada. La imatge assenyala algunes de les estructures conservades de les antigues instal·lacions (prémer per ampliar).
1. Pont.
2. Portada de Carles III.
3. Magatzems.
4. Casa Rodona.
5. Cases dels operaris i les cavalleries.

La portada d'entrada en honor de Carles III d'Espanya, declarada Bé d'Interès Cultural en 1985, és una de les tres portes que tenia el recinte juntament amb la de Ceceñas i la de Liérganes. Respon a un estil neoclàssic, amb arc de mig punt, pilastres a banda i banda i frontó triangular en el qual es llegeix la inscripció, que substitueix un escut d'armes reials que hi havia inicialment:
| CARLOS III REY. AÑO 1784. |

Els carreus estan soldats per coladures de plom i ferro.
El pont sobre el riu Miera que donava accés al recinte del Reial Lloc va ser aixecat en el segle xvii. L'estructura va sofrir diferents danys a causa de les avingudes, especialment les dels anys 1801 i 1834. En 1999 el pont va ser afectat per una important transformació amb motiu de l'ampliació de la carretera a Liérganes.
Actualment també es poden apreciar estructures verticals, anomenades reguardes, aixecades en la llera del Miera i que permetien agrupar la fusta que circulava a favor del corrent i que era incorporada al riu des del resbaladero de Lunada a vint km de la reguarda, lloc des d'on arribava la fusta de les muntanyes d'Espinosa de los Monteros i Valle de Mena. Aquestes reguardes tenien una potent fonamentació i el cos estava construït amb cants i morter. Hi hagué almenys cinc reguardes en una doble filera diagonal i que originàriament tindrien un empostissat de fusta en la seva part superior a manera de pont. Entre els pilars s'aixecava una gelosia de fusta que complia la funció de retenir els troncs. Aquests eren desallotjats a través d'una rampa que encara és observable. El transport de troncs pel riu va suposar l'execució d'obres en la llera del Miera, en el qual es van barrinar grans roques, es van emplenar pous i es va canalitzar el riu en alguns trams. Les mesures dels troncs havien de presentar un estàndard de set peus de llarg (195 cm) amb un extrem menys gruixut amb la finalitat d'evitar el bloqueig de la llera.
Entre els habitatges es conserven la Casa del Puente, construcció al costat del Miera i fora de la fortificació, que podria haver estat destinada a la guàrdia, les cases del carrer d'A dalt, edificis per a l'allotjament d'operaris i per cavallerisss, un edifici d'habitatges al costat de l'antic arc de Carlos III i que podria complir la funció de consergeria o oficines administratives, i la Casa Redonda o El Palacio, l'edificació principal del qual ha desaparegut i només es conserva la capella, ja molt transformada.
Així mateix hi ha restes d'alguns magatzems i forns, contraforts i paraments sobre el riu que servien d'estructura defensiva i protegien de les avingudes, túnels, restes de presa i canals.
El 13 d'abril de 2004, el conjunt històric va ser declarat Bé d'Interès Cultural. El 27 de juliol de 2006 es va inaugurar en La Cavada |un museu que recull l'activitat duta a terme per aquestes instal·lacions en la fosa de canons que es van emprar en l'Armada Reial Espanyola i en tot l'Imperi Espanyol. Es poden observar canons, les diferents municions utilitzades, maquinària, escuts nobiliarios i diverses maquetes tant de vaixells com de les instal·lacions.
D'altra banda, en la població de Liérganes es conserven diverses casonas dels segles xvii i XVIII, com la Casa dels Canons, i restes del canal i construccions dedicats al barrinat de canons en el lloc de Valdelazón. Tot això record d'una època d'auge econòmic recolzada en la fàbrica d'artilleria.
Les fàbriques de canons de Liérganes i La Cavada van ser durant l'edat moderna el complex siderúrgic més important d'Espanya i durant segles l'únic lloc on es van produir canons de ferro colat per l'Imperi. Però potser el major llegat històric ve de la transformació del paisatge de la zona oriental de Cantàbria i nord de Burgos on va desaparèixer la major part de les masses arbòries, ajudat pels processos de pradificació associats a l'activitat ramadera pasiega, i dels cognoms provinents de les famílies flamenques que van engegar i van treballar durant anys les instal·lacions i que actualment porten multitud de veïns en aquells llocs on es van desenvolupar les activitats de la factoria.

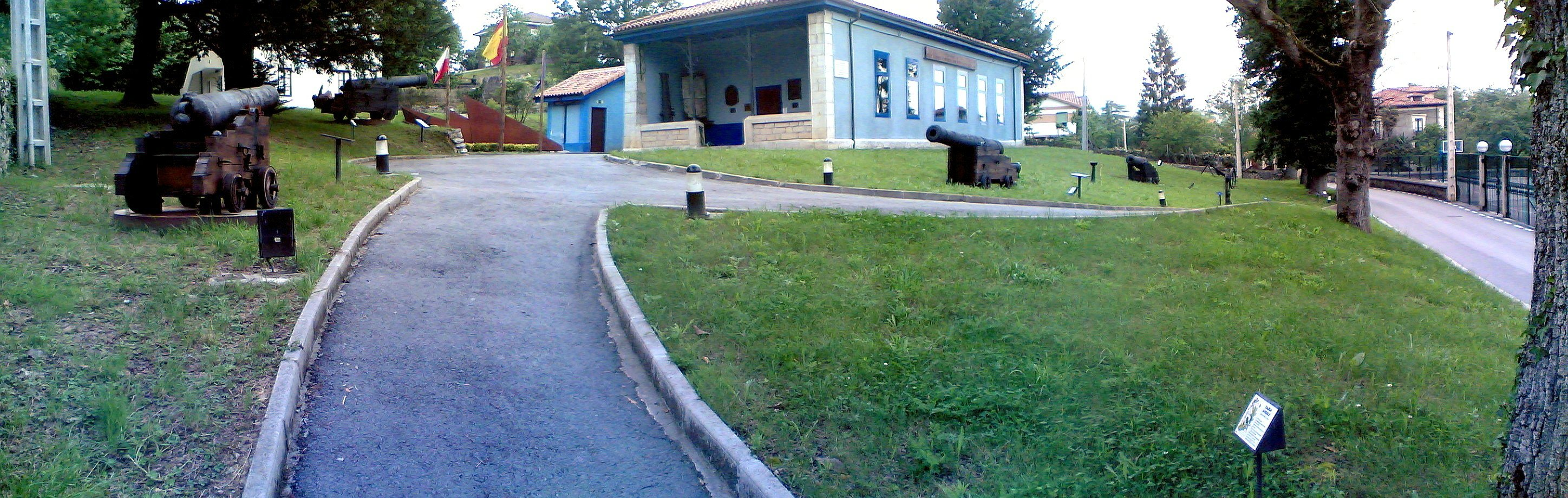
Panoràmica del Museu de la Reial Fàbrica d'Artilleria de la Cavada